# Salatiga
Salatiga este un oraș din Indonezia.